# Rolling in Money
Rolling in Money é um filme de comédia produzido no Reino Unido, dirigido por Albert Parker e lançado em 1934.